# Трифосфид рутения
Трифосфид рутения — бинарное неорганическое соединение
рутения и фосфора
с формулой RuP3,
кристаллы.

## Получение
- Сплавление стехиометрических количеств чистых веществ:

{\displaystyle {\mathsf {Ru+3P\ {\xrightarrow {1000^{o}C}}\ RuP_{3}}}}

## Физические свойства
Трифосфид рутения образует кристаллы
триклинной сингонии, параметры ячейки a = 0,5924 нм, b = 0,8213 нм, c = 0,5866 нм, α = 112,35°, β = 107,41°, γ = 98,19°, Z = 4,
структура типа дисульфида железа FeS2
.
Проявляет полупроводниковые свойства .